# 栗金団

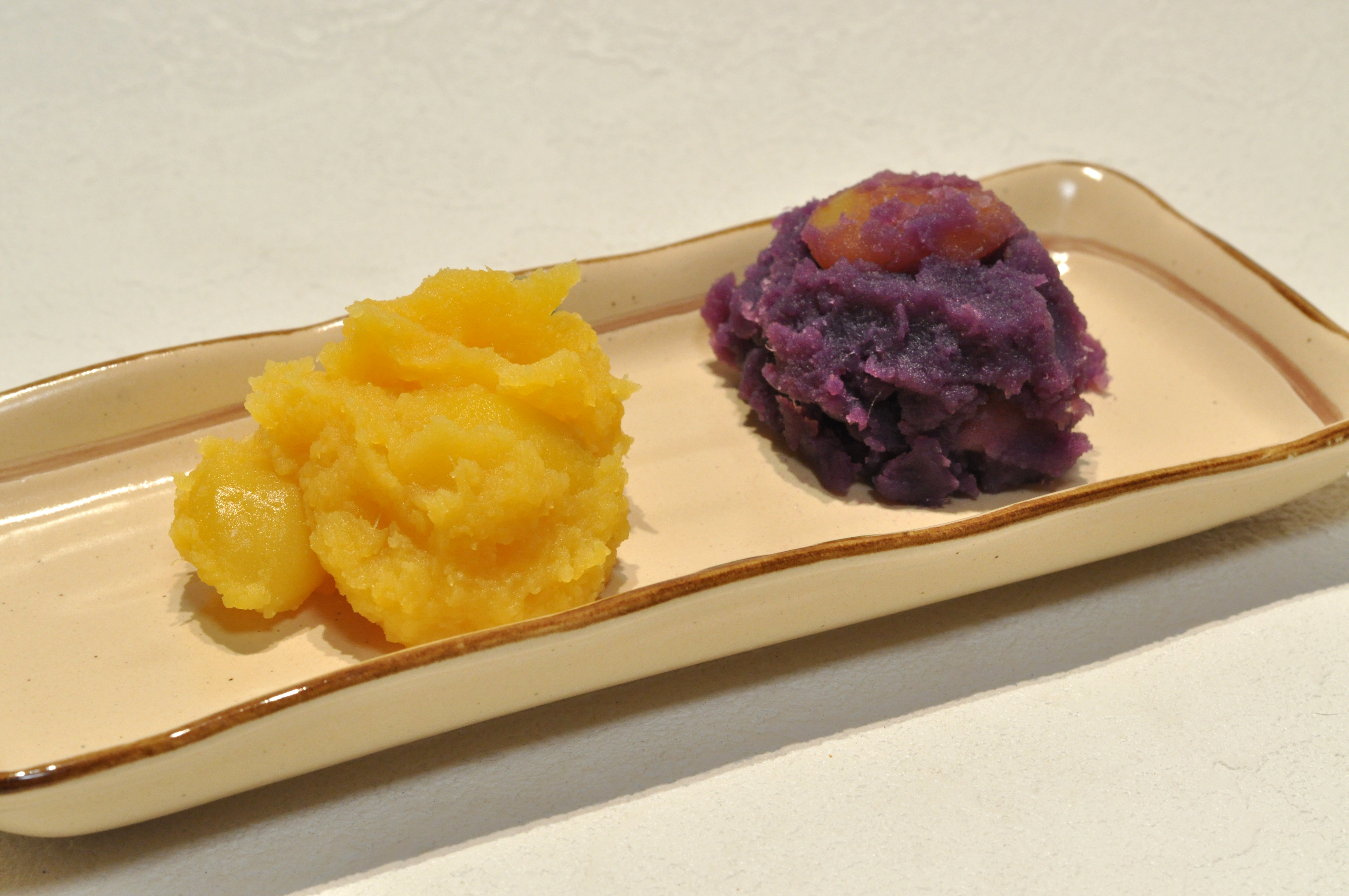
栗金団。左が安納芋を用いたもの、右が紫芋を用いたもの

栗金団（くりきんとん）は、日本の料理のひとつ。主におせち料理に用いられる。「金団」は金の団子もしくは金の布団という意味で、転じて金塊や金の小判などに例えられ商売繁盛・金運・財運をもたらす福食として、正月のおせち料理の定番となったものである。
糖分濃度が高く粘り気の強い餡を栗にまとわせた甘い料理で、餡には栗もしくはサツマイモを材料に用いるのが一般的である。また黄金色をより鮮やかにするためにクチナシが用いられることも多い。

## 歴史
「栗金団」の文字自体は室町時代の文献に見受けられるが、これは栗餡を丸めた和菓子のようなもので、むしろ栗金飩に近い、現代の栗きんとんとは似ても似つかぬものであったと考えられている。
今日見られるような、「栗を濃厚な餡で和えたもの」になったのは明治時代ごろといわれ、元々「勝ち栗」として古来から縁起のいい食材の一つとされていた栗が、その見た目の美しい色合いから金運を呼ぶものとして、正月などのめでたい席で供されるようになったとされている。

## 調理法
皮をむき、ゆでたサツマイモを裏ごししたものに砂糖、みりんを入れて火にかけ、照りが出てなめらかになるまで練って餡を作り、これに、あらかじめ甘く煮ておいた栗を加えて混ぜて出来上がる。栗には市販の「栗の甘露煮」を用いると手間もかからず仕上げることが出来るが、食感や風味を重視して新栗を用いる場合もある。餡の材料にはサツマイモを用いることが多く、また砂糖の代わりに和三盆や中双糖や栗甘露煮の漬け汁を使うとより風味の強い仕上がりとなる。
餡に使う芋は金時芋が一般的だが、紅芋や紫芋を用いた変わり種もある。高級な栗金団は、餡の材料にも栗が用いられている。